# Mołdzie
Mołdzie (niem. Moldzien, 1936–1945 Mulden) – wieś w Polsce położona w województwie warmińsko-mazurskim, w powiecie ełckim, w gminie Ełk.
W latach 1954–1972 wieś należała i była siedzibą władz gromady Mołdzie. W latach 1975–1998 miejscowość administracyjnie należała do województwa suwalskiego.
W Mołdziach urodził się Otto Schliwinski.
W miejscowości znajdowała się stacja kolejowa Mołdzie.